# Theliderma
Theliderma је род слатководних шкољки, мекушаци из породице Unionidae, речне шкољке, пореклом из Северне Америке.
Овај род се понекад класификује у проширени род Quadrula. 

## Врсте
Симбол "†" поред врсте означава врсту која је изумрла.
Врсте које су сада у оквиру рода Theliderma:
- Theliderma cylindrica - Rabbitsfoot
- Theliderma intermedia - Cumberland monkeyface
- Theliderma metanevra - Monkeyface
- Theliderma sparsa -  Appalachian monkeyface
- †Theliderma stapes - Stirrup shell
- †Theliderma tuberosa - Rough rockshell